# Charles-Thomas de Löwenstein-Wertheim-Rochefort
Charles-Thomas, 3e prince de Löwenstein-Wertheim-Rochefort (7 mars 1714 – 6 juin 1789) est le troisième prince de Löwenstein-Wertheim-Rochefort de 1735 à 1789.

## Biographie
Charles-Thomas est le fils aîné et deuxième enfant de Dominique-Marquard de Löwenstein-Wertheim-Rochefort (1690-1735) et sa femme, Christine-Françoise-Polyxène (1688-1728), fille de Charles de Hesse-Wanfried et de sa seconde épouse, la comtesse Julienne-Alexandrine de Leiningen-Dagsbourg.
Le 7 juillet 1736 à Vienne il épouse la princesse Marie-Charlotte de Holstein-Wiesenbourg (1718-1765). Leur seul enfant est sa fille Léopoldine (1739 - 1765) mariée en 1761 à son cousin, Charles-Albert II de Hohenlohe-Waldenbourg-Schillingsfürst (1742-1796). Après la mort de sa première femme, il épouse morganatiquement le 4 février 1770 Marie-Josèphe de Stipplin (1735-1799). Ce mariage est sans descendance.
Charles-Thomas étudie à Prague et à Paris. À partir de 1735, il est membre correspondant de l'Académie française et au cours de sa vie il constitue une grande bibliothèque.
Après plus de cinquante ans comme prince régnant et sans héritier mâle, Charles-Thomas est remplacé après sa mort par son neveu, Dominique-Constantin de Löwenstein-Wertheim-Rochefort (1762-1814), fils de son frère cadet le prince Théodore-Alexandre de Löwenstein-Wertheim-Rochefort (1722-1780).